# Saint-Coutant (Deux-Sèvres)
Saint-Coutant település Franciaországban, Deux-Sèvres megyében. Lakosainak száma 277 fő (2022. január 1.). Saint-Coutant Lezay, Clussais-la-Pommeraie, Sainte-Soline és Saint-Vincent-la-Châtre községekkel határos.

## Népesség
A település népessége az elmúlt években az alábbi módon változott:
| Lakosok száma | 285  | 289  | 286  | 283  | 280  | 279  | 282  | 282  | 277  |
|               | 2013 | 2015 | 2016 | 2017 | 2018 | 2019 | 2020 | 2021 | 2022 |